# Lee Barnes
Lee Stratford Barnes (16. července 1906, Salt Lake City – 28. prosince 1970 Oxnard) byl americký atlet, který zvítězil na letních olympijských hrách 1924 ve skoku o tyči.

## Sportovní kariéra
Barnes získal zlatou medaili na olympiádě v Paříži v roce 1924 týden před svými osmnáctými narozeninami. Zvítězil výkonem 395 cm, stejným jako další Američan Glenn Graham, kterého porazil v dodatečném rozeskakování.
Později studoval na University of Southern California. V letech 1927 a 1928 byl mistrem USA ve skoku o tyči. Dne 28. dubna 1928 vytvořil světový rekord výkonem 430 cm. Na olympiádě v roce 1928 skončil v tyčkařském finále pátý.